# Apaga la luz
¡Apaga la luz! (2006) es una comedia de 26 capítulos emitida por La 1 de TVE.
La serie, producida por Coeficiente audiovisual, narra la convivencia de un hijo soltero, ya cuarentón, pero inmaduro y emocionalmente inestable, con una madre muy manipuladora, que le planifica todos los aspectos de su vida, incluida la relación con las mujeres. 
La trama de humor incorpora también situaciones y mensajes favorables al uso eficiente de la energía. Por este motivo, contó con el apoyo del Instituto para la Diversificación y Ahorro de la Energía
Los protagonistas de la serie son Mariví Bilbao, Janfri Topera, Aurora Sánchez y Verónica Mengod. ¡Apaga la Luz! está dirigida por José Maria Caro, con guiones coordinados por Ramón Muñoz y música compuesta e interpretada por Carlos Nassak.